# Еротичний хоррор

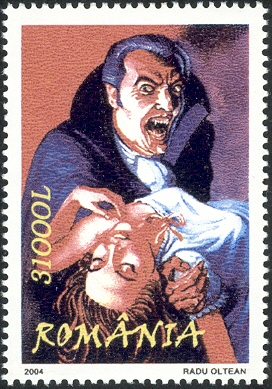
«Дракула» Брема Стокера є раннім прикладом еротичної літератури жахів

Еротичний хоррор, які також називають еротичні жахи або темною еротикою — жанр художньої літератури, у якому чуттєві або сексуальні образи змішуються з жахливими обертонами чи елементами історії з метою сексуального збудження. Фантастика жахів такого типу найчастіше зустрічається в літературі та кіно. Еротичні фільми жахів є наріжним каменем іспанського та французького хоррору.

## Особливості жанру
Жанр має ряд особливостей.
- Поєднання страху (жах, тривога, надприродне) та сексуальності (чуттєвість та еротичні теми), інтимність як джерело задоволення та небезпеки.
- Дослідження табуйованих тем. Розглядаються приховані бажання, психологічні страхи, заборонені або девіантні форми сексуальності. Жанр часто викликає дискомфорт, кидаючи виклик соціальним нормам.
- Напруження через контрасти. Особливу атмосферу створює протиставлення привабливого і гидкого, жахливого. Наприклад, краса або сексуальність персонажа може маскувати його загрозливу сутність, або під личиною потвори можу ховатися ніжна натура.
- Увага до надприродного. Часто зображуються містичні створіння (вампіри, демони, привиди), які символізують одночасно спокусу й небезпеку. Надприродне надає додатковий вимір страху, роблячи загрози непередбачуваними.
- Психологічний вплив. Порушуються теми, пов'язані зі страхом втрати контролю, уразливістю або руйнівною природою пристрасті. Підкреслюється тонка межа між любов'ю, потягом і агресією.
- Візуальність і символізм. У текстах велике значення приділяється візуальним і символічним образам, які одночасно приваблюють і викликають огиду, мають різне мисволічне та містичне значення.
- Жанр орієнтований на дорослу аудиторію, готову до сприйняття провокаційних тем.

Прикладом жанру є класичний твір «Дракула» Брема Стокера або твори Енн Райс «Інтерв'ю з вампіром».

## Еро-ґуро
Ґуро (яп. エログロ), також відомий як ґуро, — японський жанр еротичного мистецтва, що фокусується на поєднанні еротики з елементами гротеску та жахів. Походячи з субкультури ero ґуро нансенсу епохи Сьова, він вперше набув популярності в популярній літературі Японії в 1920-х і 1930-х роках, і регулярно містить сцени насильства, такі як розчленування, випотрошення, кров з очей і вибухи матки. Після інциденту Сада Абе 1936 року, коли жінка задушила і каструвала свого коханця заради сексуального задоволення, медіа еро-ґуро зіткнулися з цензурою. Така еротика знову з'явилася в післявоєнний період, особливо в манзі. Пізніше піджанри хентай зазнали впливу еро-ґуро, в тому числі щупальцевий хентай. У ХХІ столітті хентай в стилі еро-ґуро набув популярності в Сполучених Штатах Америки.

## Жіночий еротичний хоррор

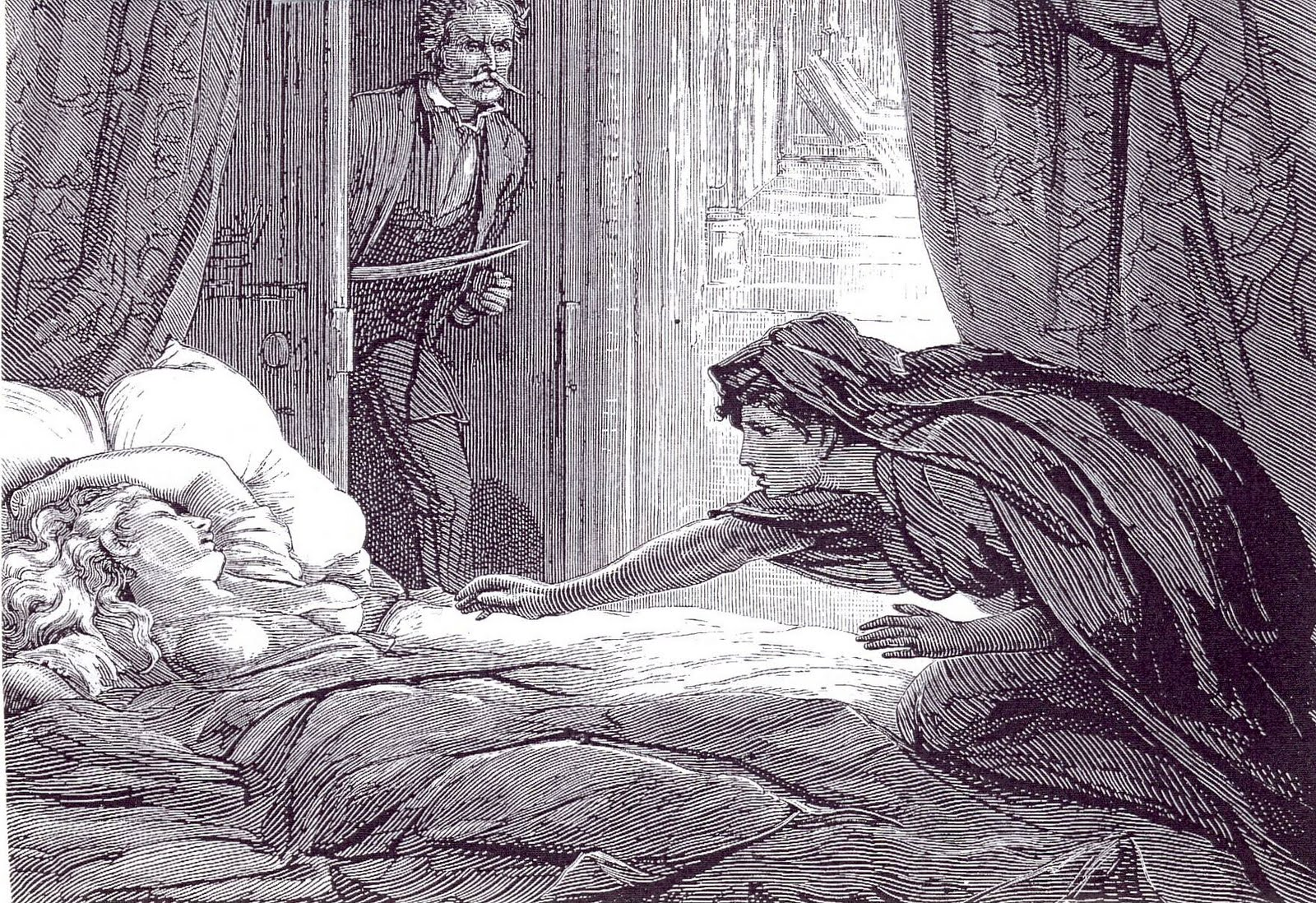
«Кармілла» Шерідан Ле Фаню — приклад лесбійського еротичного хоррору

Феміністки вагалися щодо прийняття еротичних жахів, оскільки і еротика, і жахи були насамперед об'єктами чоловічого погляду. Порнографія та еротика, з точки зору нефеміністичного погляду, часто стосуються примусу жінок до виконання сексуальних дій, на які вони не дають згоди. Крім того, феміністичні дослідниці та активістки не схвалюють еротичні жахи, написані зі зґвалтуваннями, жахливими сценами сексу або обміном гетеросексуальною динамікою влади; ці форми еротичного жаху не вважаються трансгресивними, такими, що розширюють можливості, або феміністичними. Сучасний жіночий жах, однак, оспівує еротичне і заохочує поєднання жаху з еротикою, щоб висловити те, що жахає і лоскоче жінку, не караючи її за це, але при цьому ставлячи в центр уваги питання самовизначення та сексуального вибору.
Письменники та читачі феміністичних еротичних творів жахів використовують їх, щоб виразити себе як суб'єкта та об'єкта у фантастичному контексті. Багато феміністичних еротичних фільмів жахів включають романтичні стосунки з монстрами, такими як вампіри чи перевертні, та/або переробку існуючих казок для того, щоб жіночі героїні взяли під контроль свою власну сексуальну долю. Ці романтичні стосунки виступають як лінза для порушення цих різних монстрів і святкування багатих відмінностей.
Хоча вампір традиційно розуміється як чоловік, який пожирає жінок,:158 сучасні еротичні історії, в яких фігурують жінки-вампіри, часто мають трансгресивний характер — жінки в цих історіях не відповідають очікуванням щодо шлюбу, сексуальної свободи чи гетеросексуального бажання — і їх можна розуміти як цілком феміністичні. Деякі з цих історій розповідають про лесбійку-вампірку, образ, у якому пов'язані вампіризм і лесбійська ідентичність. У 1970-х роках еротичні лесбійські фільми про вампірів (як-от «Близнючки зла» Джона Гафа, 1971) спроектували лесбійську ідентичність і вампіризм як переплетені, і глядачі розглядали обидва як жахливі елементи. Еротичні лесбійські жахи про вампірів — це різноманітний жанр, і ідентичності лесбійок створюються кількома різними способами: як члени спільного сестринства, сексуально насильницькі, садомазохістські або підтримуючи відмінності між буч і фем. Загалом, хоча ранні роботи були обмеженими, сучасний лесбійський еротичний хоррор порушує популярні уявлення про те, як може виглядати відповідне сексуальне бажання, і вшановує різницю.

## Монстр-еротика

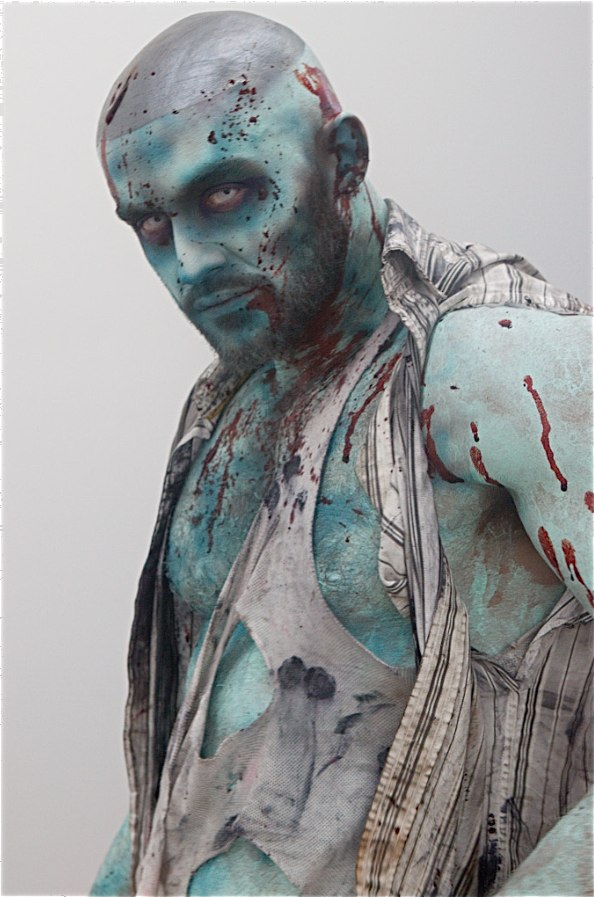
Франсуа Сага на знімальному майданчику LA Zombie, приклад зомбі-порнографії

Монстр-еротика, також відома як монстропорно, — це жанр еротичного мистецтва або порнографії, який показує сексуальні контакти між людьми та монстрами. Типовими монстрами цього жанру є динозаври і зомбі, а також фольклорні або міфічні істоти, такі як криптиди, вампіри або вовкулаки.
Монстр-еротика, як правило, зображується інакше, ніж зоофілія, оскільки присутні монстри часто розумні та кмітливі. Зважаючи на це, у цьому жанрі зґвалтування часто відбувається щодо людей. Після повідомлень медіа у 2013 році про те, що такі книги часто містять сцени зґвалтування, інцесту та зоофілії, різні онлайн-продавці видалили зі своїх вебсайтів сотні самвидавних книжок про еротику монстрів. Монстр-еротика також з'являється в японських медіа, популярні такі приклади, як тентаклі. Монстр-еротика іноді містить комедійні чи іронічні теми, як, наприклад, у творах Чака Тінґла.

### Вампіри
Відомо, що вампіри є іконами еротичного жаху ще з моменту зачаття, особливо «Дракули» Брема Стокера, який включає відкриту жіночу сексуальність і вуайєризм. У різних ітераціях історій про вампірів упир постійно описується як привабливий і сексуально звабливий для людей. Укуси та годування вампірів часто описуються як приємні та сексуальні, як зазначає Вайолет Фенн у своєму аналізі годування вампірів у Дракули: «кров і хіть — це одне ціле». Вбивство вампіра також розглядалося як сексуальне, оскільки воно вимагає посадження на кіл або проникнення кілка в серце. Ендрю Грін у своєму аналізі зазначає, що мова, використана Стокером для смерті вампіра Люсі Вестенра, нагадує мову, яка використовується для опису оргазму.

## У фільмах

Дизайн ксеноморфа в Чужому навмисно викликає жахливі еротичні образи

Еротичні фільми жахів вплинули на іспанські, французькі та американські фільми жахів. Роботи Жана Роллена, такі як «Скрипка вампіра» (Le Viol du Vampire) і Захоплення (Fascination), вважаються квінтесенцією еротичних фільмів жахів, у яких глибоко сексуальні образи поєднуються з кров'ю. Американський кінематограф також показав відомі франшизи еротичних фільмів жахів, такі як «Цукерник» (Candyman). Прикладом серії британських еротичних фільмів жахів є «Повстанець пекла» (Hellraiser). «Чужий» (Alien) містить важкі еротичні образи, з дизайном ксеноморфа від Ганса Рудольфа Ґігера, який містить як фалічні, так і вагінальні зображення, призначені для символізації патріархальної провини а також сексу, зґвалтування та вагітності.
Фільми боді-горору, такі як «Злочини майбутнього» і «Титан», порівнюють з еротичними хоррорами.

## Подальше читання
- Bradley, Linda (1987). Love and Death in the American Car: Stephen King's Auto-Erotic Horror. У Hoppenstand, Gary (ред.). The Gothic World of Stephen King: Landscape of Nightmares. Bowling Green, Ohio: Bowling Green State University Popular Press. ISBN 9780879724108. OCLC 17376712.